# Attulus pubescens
Espèce
Synonymes
- Aranea pubescens Fabricius, 1775
- Sitticus pubescens (Fabricius, 1775)
- Hypositticus pubescens (Fabricius, 1775)
- Aranea nigromaculata Martini & Goeze, 1778
- Aranea truncorum Olivier, 1789
- Aranea pugnax Rossi, 1790
- Aranea trilineata Fabricius, 1793
- Salticus unifasciatus Risso, 1826
- Salticus scolopax Wider, 1834
- Salticus sparsus Blackwall, 1834
- Euophrys pratincola C. L. Koch, 1846
- Salticus sparsus Blackwall, 1861
- Attus decorus Thorell, 1875

Attulus pubescens est une espèce d'araignées aranéomorphes de la famille des Salticidae.

## Distribution
Cette espèce se rencontre en Europe, en Afrique du Nord, en Turquie et en Afghanistan. Elle a été introduite au Massachusetts, au New Hampshire et au New Jersey

## Description

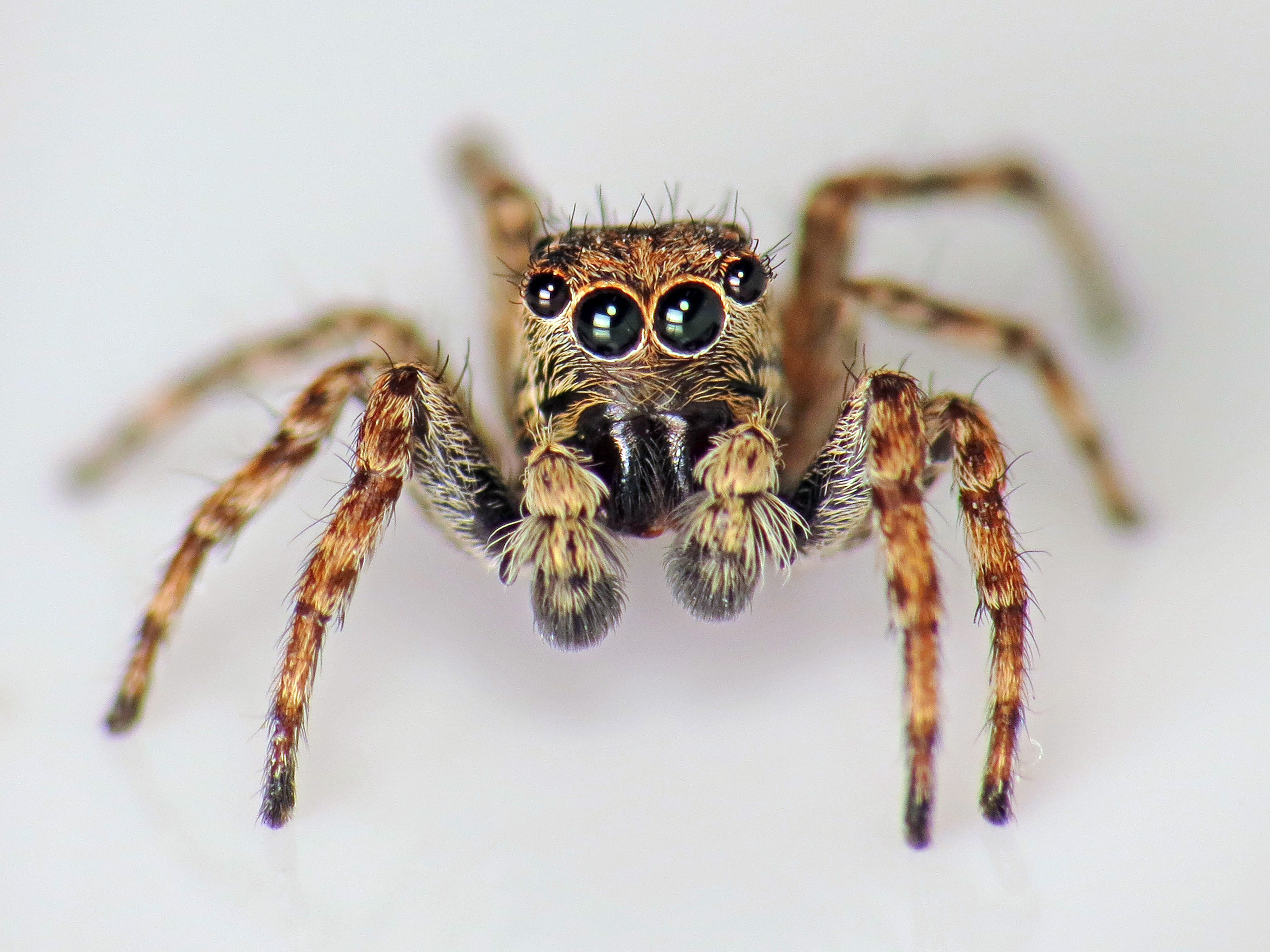
Attulus pubescens

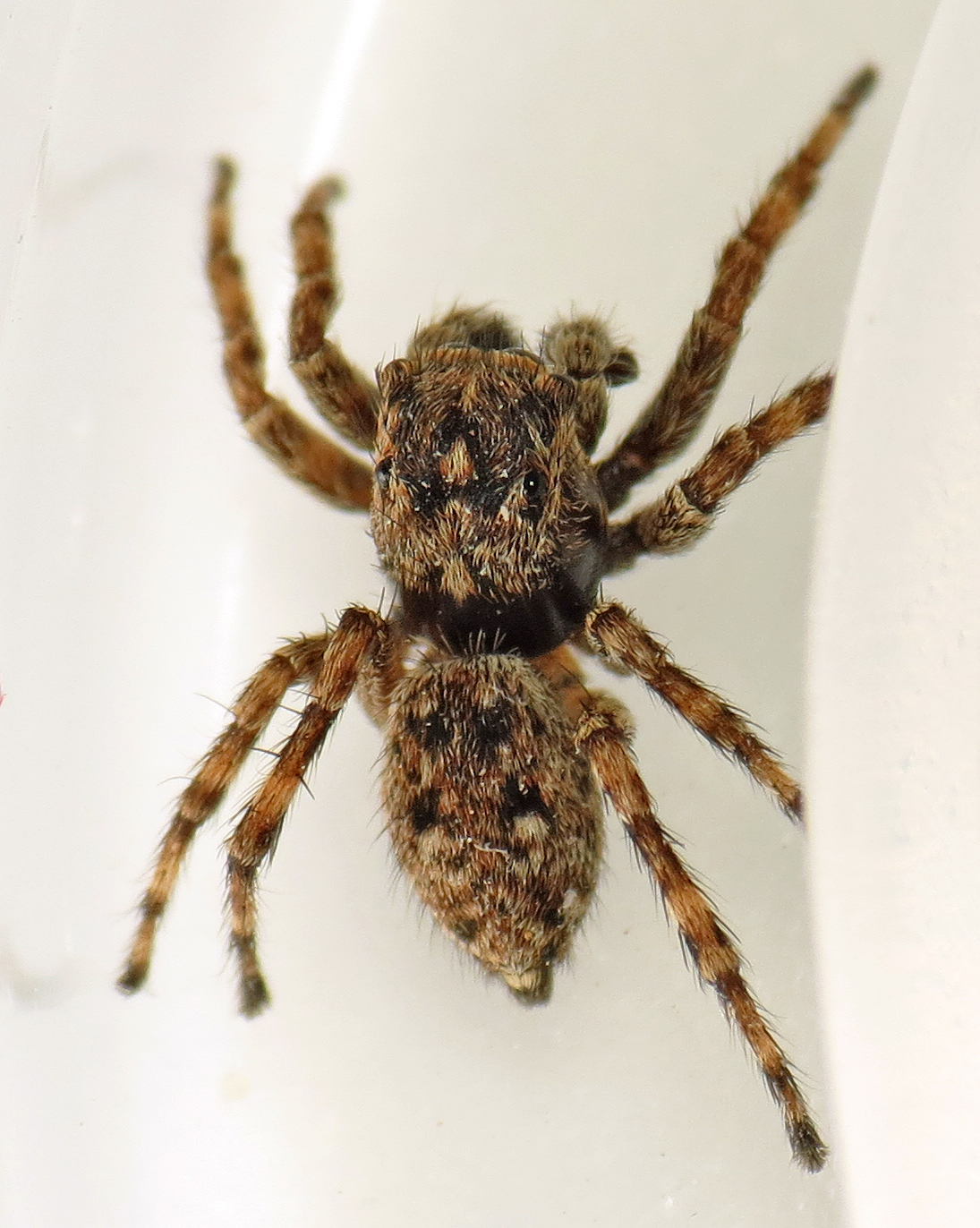
Attulus pubescens ♂

Les mâles mesurent de 4,0 à 6,0 mm et les femelles de 4,6 à 5,7 mm.

## Publication originale
- Fabricius, 1775 : Systema entomologiae, sistens insectorum classes, ordines, genera, species, adiectis, synonymis, locis descriptionibus observationibus. Flensburg and Lipsiae, p. 1-832.